# Kawaler (stan cywilny)
Kawaler – pełnoletni mężczyzna, który nie jest związany z drugą osobą więzami osobistymi o charakterze legalno-prawnym (w tym wypadku małżeństwem czy innym usankcjonowanym związkiem cywilnym).
Termin ten nie odnosi się do kogoś, kto był już w takim związku, ale który zakończył się śmiercią partnera (wtedy jest wdowcem), lub rozwiódł się (rozwodnik). Chociaż kawalerem jest ktoś, kto był w taki sposób związany, ale związek ten został anulowany.
Stosunek do kawalerów bywał różny w różnych epokach i społeczeństwach. W niektórych jest on poddany, jak i niezamężna kobieta, ostracyzmowi i innymi, często prawnie usankcjonowanymi, szykanami. W innych zaś panuje tolerancja w tym zakresie. Duchowni w Kościele katolickim nie mogą się żenić (celibat).
Kawalerstwo nie oznacza niemożliwości życia w związku nieformalnym czy posiadania potomstwa.